# Granger (Texas)
Granger est une ville du comté de Williamson dans l’État du Texas (États-Unis), située à 58 km au nord-est d'Austin. Sa population est de 1 183 habitants en 2020.

## Histoire
Granger est créée en 1881 sous le nom de Pollack au croisement des branches Houston et San Antonio du chemin de fer du Missouri-Kansas-Texas Railroad. C'est initialement un poste d'aiguillage et un dépôt de chemin de fer. La ville est connue sous le nom de Granger dès 1882, l'origine de ce nom venant soit de l’association des agriculteurs, soit d'un vétéran de la guerre de Sécession.
Granger se développe rapidement grâce au chemin de fer. Le bureau de poste ouvre en 1884 et un journal, le Granger Banner parait en 1887. La ville est incorporée en 1891 et compte une forte communauté de Tchéco-Américains. Granger connaît son pic de population dans les années 1920 avec 2 000 habitants avant de décliner avec l'exode rurale.
La ville de Granger est choisie comme décor du film True Grit sorti en 2010.

## Géographie
Granger se situe sur la State Highway 95, au nord-est du comté de Williamson, elle est distante de 58 km d'Austin. Le lac Granger (en) est situé à l'est de la ville.
Selon le Bureau du recensement des États-Unis, la ville a une superficie totale de 1,7 km2, entièrement terrestre.

## Démographie
Lors du recensement des États-Unis de 2020, la ville compte 1 183 personnes, 352 ménages et 188 familles résidentes. Lors de celui de 2010, 1 419 personnes, 502 ménages et 323 familles résidaient à Granger.

## Patrimoine

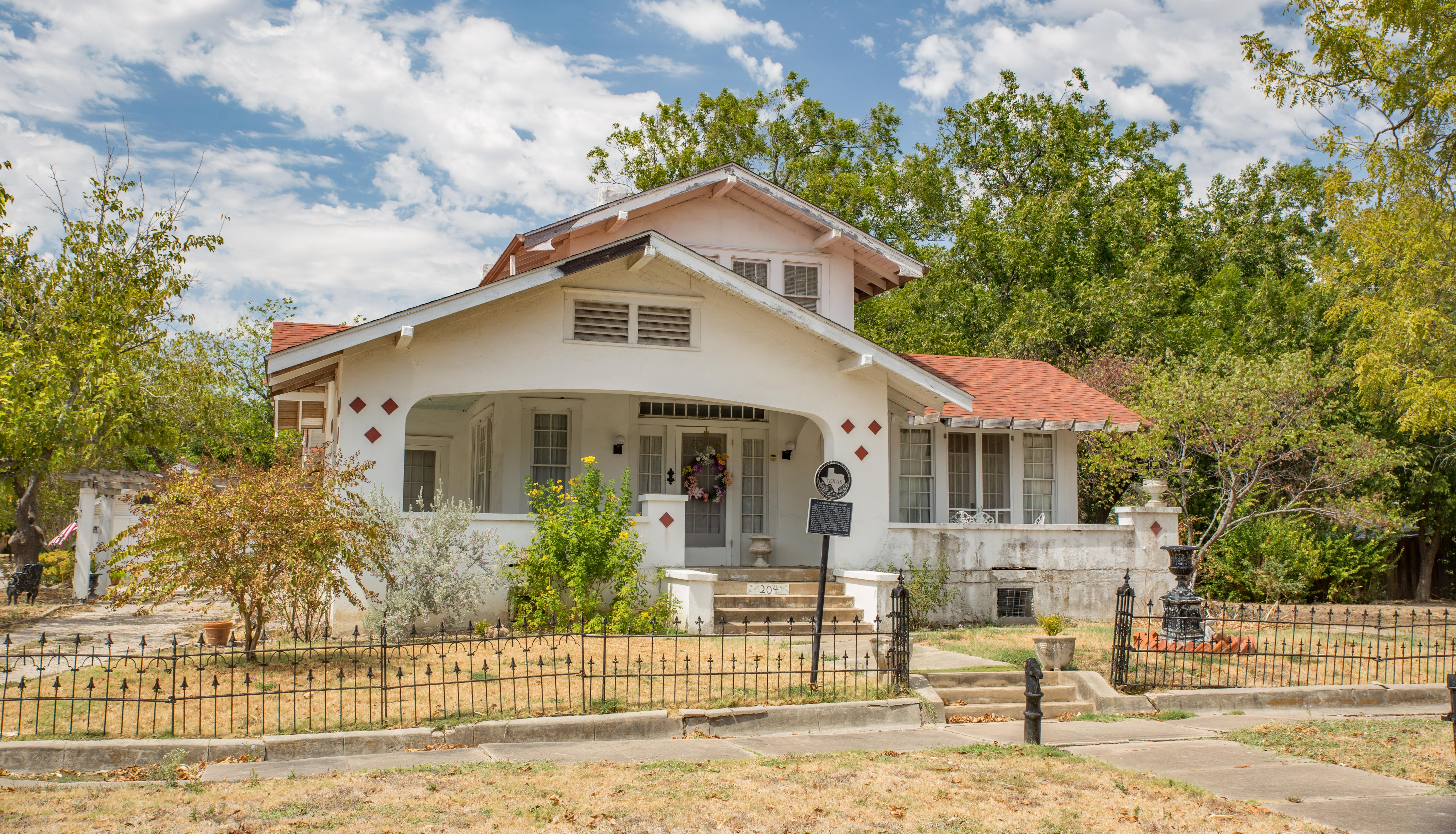
L'A. A. & Mary Spacek House construite entre 1921 et 1923.

Les rues en brique de Granger sont inscrits au Recorded Texas Historic Landmark depuis 2001. Le pavage des rues du centre-ville a lieu en 1912, Granger est alors la seule ville de moins de 5000 habitants de l’État à avoir des rues pavées.
Plusieurs bâtiments de Granger sont inscrits également au Recorded Texas Historic Landmark. L'United Methodist Church est une église de style néogothique construite en 1904, elle est inscrite aux monuments historiques du Texas depuis 1970. Le Granger City Hall, construit en 1908-1909, est  à l'origine la banque de la ville. Devenu hôtel de ville en 1929, ce bâtiment, typique de l'architecture victorienne, reflète la vitalité de Granger jusque dans les années 1920. Il est inscrit aux monuments historiques du Texas depuis 1994.
La Granger High School est un bâtiment scolaire de style renouveau colonial espagnol érigé en 1924-1925, il est inscrit aux monuments historiques du Texas depuis 1991. La Young House est un bâtiment d’habitation construit en 1901 mélangeant l'architecture néo-classique et le style Beaux-Arts. Il est inscrit aux monuments historiques du Texas depuis 1991. L'A. A. & Mary Spacek House est un bâtiment d'habitation, construit entre 1921 et 1923, par l'architecte William Flick, typique du mouvement Prairie School. Il est inscrit aux monuments historiques du Texas depuis 1999.